# 반윤기
반윤기(潘潤沂, 1617년 ~ ?)는 조선의 문신이다. 본관은 광주(光州). 자는 도원(道元)이다.

## 생애
1617년(광해군 9) 충청도 음성현에서 반명익(潘溟翼)의 아들로 태어났다.
1646년(인조 24년) 생원시에 합격하고, 1648년(인조 26) 식년 문과에 급제하였다.
1652년(효종 3) 성균박사(成均博士), 1653년 사록(司錄)과 승문원교검(承文院校檢)을 지내고, 1654년(효종 5) 사헌부 감찰(司憲府監察)이 되었다.
1655년(효종 6) 형조좌랑(刑曹佐郞)을 거쳐 형조정랑(刑曹正郞)을 역임하고, 흥양현감(興陽縣監)이 되었다.
1675년(숙종 1) 봉상판관(奉常判官)을 지내고, 1676년(숙종 2) 회덕현감(懷德縣監)이 되었다.